# Eacles manuelita
Eacles manuelita är en fjärilsart som beskrevs av José Oiticica 1941. Eacles manuelita ingår i släktet Eacles och familjen påfågelsspinnare. Inga underarter finns listade i Catalogue of Life.